# フルート協奏曲第1番 (モーツァルト)
フルート協奏曲第1番 ト長調 K. 313 (285c) は、ヴォルフガング・アマデウス・モーツァルトが1778年の1月から2月頃に作曲したフルート協奏曲。

## 概要
ボン出身でオランダ東インド会社に勤務しフルートの愛好家であった裕福な医師フェルディナント・ドゥジャン（Ferdinand Nikolaus Dionisius Dejean）という人物の注文で作曲されたフルート作品の1曲。注文では3曲の協奏曲と2～3曲の四重奏曲ということであったが、モーツァルトが作曲したのは2曲の協奏曲と3曲の四重奏曲、しかも2つの協奏曲のうち第2番（K. 314）は既存の作品（『オーボエ協奏曲 ハ長調 K. 314』）を手直ししただけということで、報酬は約束の半分以下しか受け取れなかった（なお、本作もモーツァルトの死後にオーボエ協奏曲として編曲されており、ハインツ・ホリガーなどが録音している）。
今日、モーツァルトがフルートを嫌っていたことはよく知られているが、これは当時のフルートは楽器の構造が不完全で音が取りにくく演奏が困難であったことが理由とされている。しかし、本作は第2番とは異なり、初めからフルートのために書かれた作品であるため、当時のフルートの音域を十分に駆使し、特色を生かした作品となっている。
なお、『フルートと管弦楽のためのアンダンテ ハ長調』（K. 315）は、一説にはこの協奏曲の第2楽章に代わるものとして書かれたとされている。

## 編成
独奏フルート、オーボエ2（フルート2）、ホルン2、ヴァイオリン2部、ヴィオラ、低弦（チェロ、コントラバス）。
旧モーツァルト全集では第2楽章でオーボエの代わりにフルートを指定しているが、当時の奏者は両方の楽器をこなせるのが普通だった。

## 構成
全3楽章、演奏時間は約20分。
- 第1楽章 アレグロ・マエストーソ
ト長調、4分の4拍子、協奏風ソナタ形式。
- 第2楽章 アダージョ・ノン・トロッポ
ニ長調、4分の4拍子、ソナタ形式。
- 第3楽章 ロンド：テンポ・ディ・メヌエット
ト長調、4分の3拍子、ロンド形式。